# Luisant
Luisant és un municipi francès, situat al departament de l'Eure i Loir i a la regió de Centre – Vall del Loira. L'any 2007 tenia 6.835 habitants.

## Demografia

### Població
El 2007 la població de fet de Luisant era de 6.835 persones. Hi havia 2.814 famílies, de les quals 737 eren unipersonals (247 homes vivint sols i 490 dones vivint soles), 973 parelles sense fills, 857 parelles amb fills i 247 famílies monoparentals amb fills.
La població ha evolucionat segons el següent gràfic:
Habitants censats

### Habitatges
El 2007 hi havia 3.037 habitatges, 2.870 eren l'habitatge principal de la família, 37 eren segones residències i 130 estaven desocupats. 2.240 eren cases i 774 eren apartaments. Dels 2.870 habitatges principals, 1.895 estaven ocupats pels seus propietaris, 938 estaven llogats i ocupats pels llogaters i 37 estaven cedits a títol gratuït; 41 tenien una cambra, 185 en tenien dues, 461 en tenien tres, 807 en tenien quatre i 1.375 en tenien cinc o més. 2.260 habitatges disposaven pel capbaix d'una plaça de pàrquing. A 1.426 habitatges hi havia un automòbil i a 1.156 n'hi havia dos o més.

### Piràmide de població
La piràmide de població per edats i sexe el 2009 era:
| Homes | Edats   | Dones |
| ----- | ------- | ----- |
| 0     | 95 o +  | 12    |
| 12    | 90 a 94 | 16    |
| 48    | 85 a 89 | 72    |
| 48    | 80 a 84 | 40    |
| 104   | 75 a 79 | 132   |
| 124   | 70 a 74 | 160   |
| 160   | 65 a 69 | 160   |
| 180   | 60 a 64 | 208   |
| 196   | 55 a 59 | 212   |
| 240   | 50 a 54 | 272   |
| 280   | 45 a 49 | 272   |
| 288   | 40 a 44 | 292   |
| 208   | 35 a 39 | 256   |
| 172   | 30 a 34 | 184   |
| 176   | 25 a 29 | 128   |
| 172   | 20 a 24 | 112   |
| 228   | 15 a 19 | 224   |
| 288   | 10 a 14 | 264   |
| 284   | 5 a 9   | 176   |
| 88    | 0 a 4   | 116   |

## Economia
El 2007 la població en edat de treballar era de 4.312 persones, 3.159 eren actives i 1.153 eren inactives. De les 3.159 persones actives 2.961 estaven ocupades (1.504 homes i 1.457 dones) i 199 estaven aturades (74 homes i 125 dones). De les 1.153 persones inactives 470 estaven jubilades, 434 estaven estudiant i 249 estaven classificades com a «altres inactius».

### Ingressos
El 2009 a Luisant hi havia 2.909 unitats fiscals que integraven 7.184,5 persones, la mediana anual d'ingressos fiscals per persona era de 21.631 €.

### Activitats econòmiques
Dels 337 establiments que hi havia el 2007, 5 eren d'empreses extractives, 6 d'empreses alimentàries, 1 d'una empresa de fabricació de material elèctric, 11 d'empreses de fabricació d'altres productes industrials, 37 d'empreses de construcció, 96 d'empreses de comerç i reparació d'automòbils, 7 d'empreses de transport, 11 d'empreses d'hostatgeria i restauració, 14 d'empreses d'informació i comunicació, 21 d'empreses financeres, 3 d'empreses immobiliàries, 63 d'empreses de serveis, 35 d'entitats de l'administració pública i 27 d'empreses classificades com a «altres activitats de serveis».
Dels 75 establiments de servei als particulars que hi havia el 2009, 1 era una oficina de correu, 6 oficines bancàries, 1 funerària, 13 tallers de reparació d'automòbils i de material agrícola, 2 tallers d'inspecció tècnica de vehicles, 3 establiments de lloguer de cotxes, 2 autoescoles, 6 paletes, 7 guixaires pintors, 3 fusteries, 5 lampisteries, 5 electricistes, 1 empresa de construcció, 7 perruqueries, 1 veterinari, 1 agència de treball temporal, 8 restaurants, 1 agència immobiliària, 1 tintoreria i 1 saló de bellesa.
Dels 23 establiments comercials que hi havia el 2009, 1 era, 3 supermercats, 2 grans superfícies de material de bricolatge, 1 una botiga de més de 120 m², 4 fleques, 3 carnisseries, 2 botigues de mobles, 2 botigues de material esportiu, 1 una botiga de material esportiu, 3 drogueries i 1 una joieria.
L'any 2000 a Luisant hi havia 3 explotacions agrícoles que ocupaven un total de 132 hectàrees.

## Equipaments sanitaris i escolars
El 2009 hi havia 1 centre de salut i 3 farmàcies.
El 2009 hi havia 2 escoles maternals i 3 escoles elementals. A Luisant hi havia 1 col·legi d'educació secundària i 1 liceu d'ensenyament general. Als col·legis d'educació secundària hi havia 586 alumnes i als liceus d'ensenyament general 1.188.

## Poblacions més properes
El següent diagrama mostra les poblacions més properes.